# 斑紋獅子魚
斑紋獅子鱼（学名：Liparis maculatus）为輻鰭魚綱鮋形目杜父魚亞目狮子鱼科的一個種。分布於西北太平洋區，包括鄂霍次克海海域，屬底棲性魚類，棲息在水深27至42公尺的水域，生活習性不明。
其种加词“maculatus”意为“有斑点、斑块、斑纹的”。